# П'єро Герарді
П'є́ро Гера́рді (італ. Piero Gherardi; нар. 20 листопада 1909, Поппі, Тоскана, Італія — пом. 8 червня, 1971, Рим, Італія) — італійський художник кіно та художник по костюмах.

## Біографія та творча кар'єра

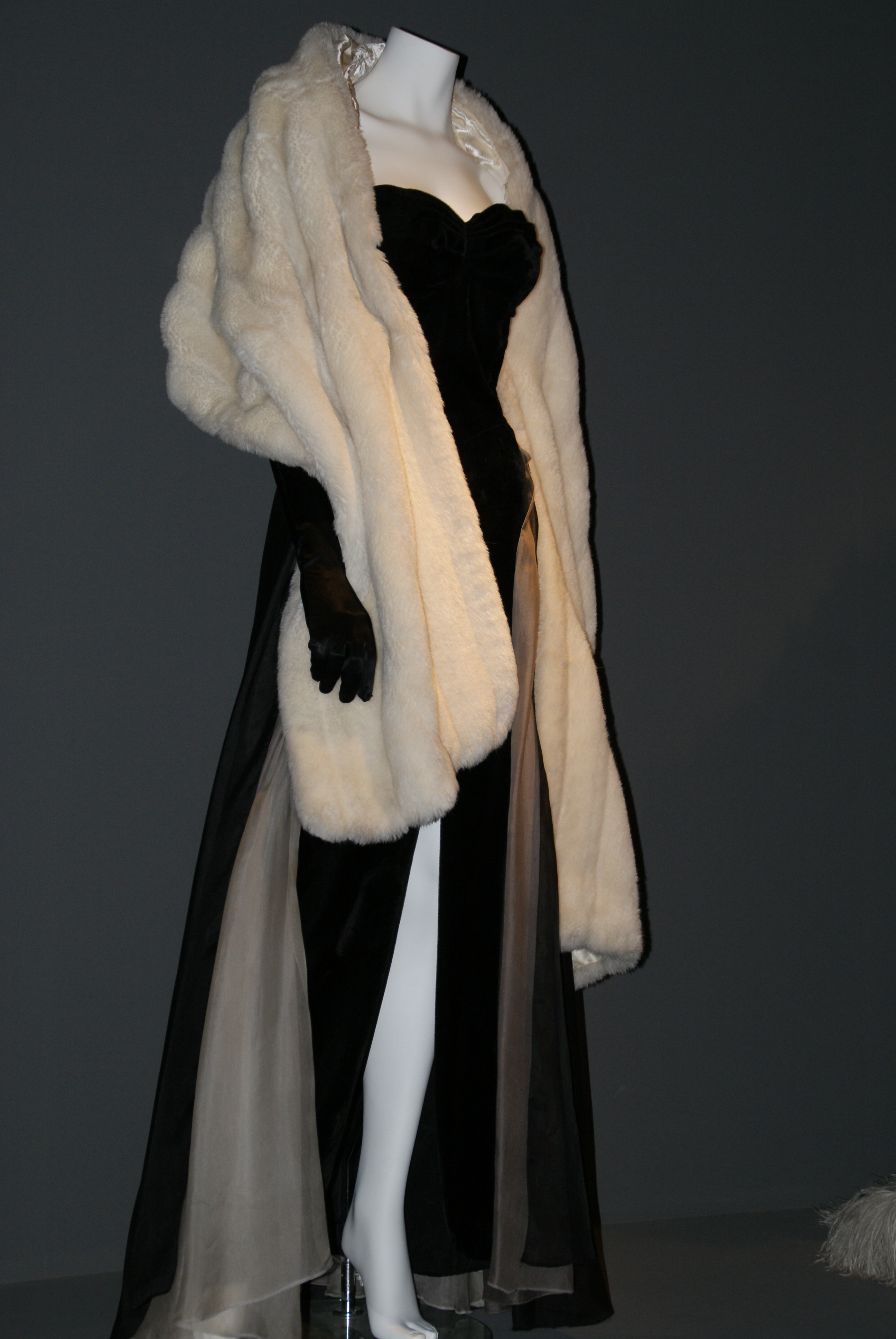
Костюм персонажа Аніти Екберг роботи П. Герарді з фільму «Солодке життя» Фелліні (1960)

П'єро Герарді народився 20 листопада 1909 року в тосканському місті Поппі, Італія. Здобув освіту архітектора. Роботу в кіно почав у 1947 році. Наприкінці 1950-х — початку 1960-х років був одних з постійних співробітників творчих груп Федеріко Фелліні. Створені ним декорації і костюми немало сприяли проникненню в складний внутрішній світ режисера. Брав участь в оформленні та дизайні костюмів таких стрічок Фелліні, як «Ночі Кабірії» (1957), новели «Спокуса доктора Антоніо» в альманасі «Боккаччо-70» (1962), «Джульєтта і духи» (1965). За дизайн костюмів до фільмів Фелліні «Солодке життя» та «Вісім з половиною» (1963) Герарді був відзначений преміями Американської кіноакадемії «Оскар».
Крім Фелліні П'єро Герарді співпрацював також з такими відомими італійськими та іноземними режисерами, як Маріо Сольдаті, Луїджі Коменчіні, Альберто Латтуада, Маріо Монічеллі, Стено, Карло Лідзані, Сідні Люмет та іншими. Був художником-декоратором фільму Кінга Відора «Війна і мир», масштабної італо-американської екранізації однойменного роману Льва Толстого 1956 року з Одрі Хепберн та Генрі Фонда у головних ролях.
За час кінематографічної кар'єри до своєї смерті в Римі 8 червня 1971 року П'єро Герарді як художник по костюмах, художник-постановник, артдиректор і декоратор взяв участь у створенні понад 100 кінофільмів. Окрім кінематографа Герарді працював також як театральний художник.

## Фільмографія
| Рік  |     | Назва українською                                                 | Оригінальна назва                                                     | Художник                            |
| ---- | --- | ----------------------------------------------------------------- | --------------------------------------------------------------------- | ----------------------------------- |
| 1946 |     | Бурлива ніч                                                       | Notte di tempesta                                                     |                                     |
| 1947 |     | Даніеле Кортіс                                                    | Daniele Cortis                                                        | постановник                         |
| 1948 |     | Закохані без кохання                                              | Amanti senza amore                                                    | постановник, по костюмах            |
| 1948 |     | Без жалості                                                       | Senza pietà                                                           | декоратор, по костюмах              |
| 1948 |     | Красти заборонено                                                 | Proibito rubare                                                       | по костюмах                         |
| 1948 |     | Втеча у Францію                                                   | Fuga in Francia                                                       | декоратор, по костюмах              |
| 1949 |     | Ударити в набат                                                   | Campane a martello                                                    | постановник, по костюмах            |
| 1950 |     | Міс Італія                                                        | Miss Italia                                                           | по костюмах                         |
| 1950 |     | Її улюблений чоловік                                              | Her Favourite Husband                                                 | по костюмах                         |
| 1950 |     | Роман про любов                                                   | Romanzo d'amore                                                       |                                     |
| 1950 |     | Неаполь, місто мільйонерів                                        | Napoli milionaria                                                     | постановник, по костюмах            |
| 1952 |     | Доброго ранку, слоне                                              | Buongiorno, elefante!                                                 |                                     |
| 1952 |     | Чутливість                                                        | Sensualità                                                            | постановник, по костюмах            |
| 1952 |     | Червоний плащ                                                     | Camicie rosse                                                         | постановник, по костюмах            |
| 1952 |     | Три пірати                                                        | I tre corsari                                                         | декоратор                           |
| 1953 |     | Невірні                                                           | Le infedeli                                                           | декоратор, по костюмах              |
| 1953 |     | Йоланда, донька Чорного корсара                                   | Jolanda la figlia del corsaro nero                                    | декоратор                           |
| 1953 |     | Провінціалка                                                      | La provinciale                                                        | по костюмах                         |
| 1953 |     | Легкі роки                                                        | Anni facili                                                           |                                     |
| 1953 |     | Кіно минулого                                                     | inema d'altri tempi                                                   | по костюмах                         |
| 1953 |     | Людина, звір і доброчесність                                      | L'uomo, la bestia e la virtù                                          | по костюмах                         |
| 1954 |     | Забороняється                                                     | Proibito                                                              |                                     |
| 1955 |     | Тото і Кароліна                                                   | Totò e Carolina                                                       |                                     |
| 1956 |     | Війна і мир                                                       | War and Peace                                                         | декоратор                           |
| 1957 |     | Батьки і сини                                                     | Padri e figli                                                         | постановник, по костюмах            |
| 1957 |     | Ночі Кабірії                                                      | Le notti di Cabiria                                                   | постановник, по костюмах            |
| 1957 |     | Цей жорстокий вік                                                 | This Angry Age                                                        | декоратор                           |
| 1957 |     | Велика блакитна дорога                                            | La grande strada azzurra                                              |                                     |
| 1957 |     | Лікар і знахар                                                    | Il medico e lo stregone                                               | постановник, декоратор, по костюмах |
| 1958 |     | Зловмисники, як завжди, залишилися невідомі                       | I soliti ignoti                                                       | постановник, по костюмах            |
| 1959 |     | Велика війна                                                      | La grande guerra                                                      | по костюмах                         |
| 1959 |     | Солодке життя                                                     | La dolce vita                                                         | постановник, по костюмах            |
| 1960 |     | Капо                                                              | Kapò                                                                  |                                     |
| 1960 |     | Таблетки Геркулеса                                                | Le pillole di Ercole                                                  | по костюмах                         |
| 1960 |     | Під десятьма стягами                                              | Sotto dieci bandiere                                                  | по костюмах                         |
| 1960 |     | Сміх Джойї                                                        | Risate di gioia                                                       | постановник, по костюмах            |
| 1960 |     | Горбань                                                           | Il gobbo                                                              | по костюмах                         |
| 1960 |     | Злочин                                                            | Crimen                                                                | постановник, по костюмах            |
| 1961 |     | Поліцейські на конях                                              | Il carabiniere a cavallo                                              | декоратор                           |
| 1961 |     | Король Подджореале                                                | Il re di Poggioreale                                                  | постановник, по костюмах            |
| 1962 |     | Боккаччо-70                                                       | Boccaccio '70                                                         |                                     |
| 1963 |     | Вісім з половиною                                                 | 8½                                                                    | постановник, по костюмах            |
| 1963 |     | Таємне насильство                                                 | Violenza segreta                                                      | по костюмах                         |
| 1963 |     | Наречена Бубе                                                     | La ragazza di Bube                                                    | по костюмах                         |
| 1964 |     | Вища невірність                                                   | Alta infedeltà                                                        | по костюмах                         |
| 1964 |     | Три ночі кохання                                                  | Tre notti d'amore                                                     | по костюмах                         |
| 1964 |     | Втеча                                                             | La fuga                                                               | постановник, по костюмах            |
| 1965 |     | Лялечки                                                           | Le bambole                                                            | по костюмах                         |
| 1965 |     | Джульєтта і духи                                                  | Giulietta degli spiriti                                               | по костюмах                         |
| 1966 |     | Армія Бранкалеоне                                                 | L'armata Brancaleone                                                  | постановник, по костюмах            |
| 1966 |     | Якщо усі жінки світу                                              | Se tutte le donne del mondo… (Operazione Paradiso)                    | по костюмах                         |
| 1966 |     | Феї                                                               | Le Fate                                                               |                                     |
| 1968 |     | Дияболік                                                          | Diabolik                                                              | по костюмах                         |
| 1968 |     | Нерухомість                                                       | L'estate                                                              | постановник, по костюмах            |
| 1968 |     | Рим прагне до Чикаго                                              | Roma come Chicago                                                     | по костюмах                         |
| 1969 |     | Чорне на білому                                                   | Nerosubianco                                                          | по костюмах                         |
| 1969 |     | Побачення                                                         | The Appointment                                                       | по костюмах                         |
| 1969 |     | Дитинство, покликання і перші досліди Джакомо Казанови, венеційця | Infanzia, vocazione e prime esperienze di Giacomo Casanova, veneziano | постановник, по костюмах            |
| 1969 |     | Кеймада                                                           | Queimada                                                              |                                     |
| 1972 | т/с | Пригоди Піноккіо                                                  | Le avventure di Pinocchio                                             | по костюмах                         |

## Нагороди
| Рік                     | Категорія                              | Номінант                                                          | Результат |
| ----------------------- | -------------------------------------- | ----------------------------------------------------------------- | --------- |
| Премія «Срібна стрічка» |                                        |                                                                   |           |
| 1961                    | Найкраща робота художника-постановника | Солодке життя                                                     | Перемога  |
| 1964                    | Найкраща робота художника-постановника | Вісім з половиною                                                 | Номінація |
| 1964                    | Найкращий дизайн костюмів              | Вісім з половиною                                                 | Номінація |
| 1966                    | Найкраща робота художника-постановника | Джульєтта і духи                                                  | Перемога  |
| 1966                    | Найкращий дизайн костюмів              | Джульєтта і духи                                                  | Перемога  |
| 1967                    | Найкраща робота художника-постановника | Армія Бранкалеоне                                                 | Номінація |
| 1967                    | Найкращий дизайн костюмів              | Армія Бранкалеоне                                                 | Перемога  |
| 1970                    | Найкраща робота художника-постановника | Дитинство, покликання і перші досліди Джакомо Казанови, венеційця | Номінація |
| 1970                    | Найкращий дизайн костюмів              | Дитинство, покликання і перші досліди Джакомо Казанови, венеційця | Номінація |
| Премія «Оскар»          |                                        |                                                                   |           |
| 1962                    | Найкраща робота художника-постановника | Солодке життя                                                     | Номінація |
| 1962                    | Найкращий дизайн костюмів              | Солодке життя                                                     | Перемога  |
| 1964                    | Найкраща робота художника-постановника | Вісім з половиною                                                 | Номінація |
| 1964                    | Найкращий дизайн костюмів              | Вісім з половиною                                                 | Перемога  |
| 1967                    | Найкраща робота художника-постановника | Джульєтта і духи                                                  | Номінація |
| 1967                    | Найкращий дизайн костюмів              | Джульєтта і духи                                                  | Номінація |